# Аттила
Атти́ла (лат. Attila, греч. Ἀττήλας, ср.-в.-нем. Etzel; умер в 453) — правитель гуннов в 434—453 годах, объединивший под своей властью тюркские, германские и другие племена, создавший державу, простиравшуюся от Рейна до Волги.
Спустя век после смерти Аттилы готский историк Иордан так отозвался о вожде варваров: «Повелитель всех гуннов и правитель, единственный в мире, племён чуть ли не всей Скифии, достойный удивления по баснословной славе своей среди всех варваров».
Память о вожде гуннов сохранялась на протяжении веков в устном германском эпосе и перешла в скандинавские саги. В ранних сказаниях германцев, сложенных в эпоху Великого переселения народов, Аттила указан вторым в списке великих правителей.

## Биография

### Происхождение
Год и место рождения Аттилы остались неизвестны. Очень приблизительно его возраст можно определить на основании свидетельств очевидца Приска Панийского, который в 448 году дал описание Аттилы как человека с бородой, только тронутой сединой. Старший сын Аттилы, которого он послал править среди акациров в 448 году, был в таком возрасте, что ему требовался опекун в лице военачальника Онегесия. Всё это позволяет предположить рождение Аттилы в первом десятилетии V века.
По одной из версий, имя Аттила восходит к тюркскому Итиль, Атиль (Волга) и означает «волжанин», «человек с Волги». По другой версии, имя происходит от тюркского слова «атлы, атли», что означает «именитый», «прославленный», второе же значение данного слова — «всадник», «конник». По третьей версии, имя восходит к слову «ата, атта», что с тюркских языков переводится «отец», «главный». По четвёртой версии, выдвинутой в 2025 году, имя Аттилы восходит к аринскому слову «ати», что означает «быстрый» или «живой» в других енисейских языках.

### Приход к власти
До 440-х годов гунны не доставляли особых хлопот Западной и Восточной Римским империям, выступая чаще как федераты Западной империи против её врагов-германцев. Область их расселения в 420-е годы отмечена около Паннонии (примерно в районе современной Венгрии). Они кочевали за Дунаем на обширных пространствах между его устьем и Рейном, покоряя местные варварские племена.
Отец Аттилы Мундзук был из царского рода гуннов. Его братья Октар (или Оптар) и Руа (также Роас, Ругила, Руга, Роил) были вождями у гуннов. Приск упоминает также их четвёртого брата Оиварсия. О Мундзуке ничего не известно, кроме того, что он был отцом будущих вождей Аттилы и Бледы. Оптар отмечен в «Истории» Сократа Схоластика как вождь гуннов, который в 420-е годы сражался с бургундами на Рейне и умер от обжорства.
Наибольшую известность в источниках получил Руа. В 433 году Руа, которому Восточная империя выплачивала ежегодную дань в 350 литр золотом, стал грозить Константинополю разорвать мирные соглашения из-за беглецов, спасавшихся от гуннов на территории империи. В ходе переговорного процесса и локальных набегов Руа скончался.
В 434 году племянники Руа Бледа и Аттила стали вождями гуннов. Вероятно, Бледа был старшим из братьев, так как «Галльская хроника 452 года» сообщает только его имя как наследника Ругилы (Руа). Однако Бледа ничем не проявил себя, в то время как историк Приск в описании событий всегда упоминает Аттилу как вождя, с которым империя была вынуждена договариваться. Продолжив переговоры, начатые Руа, Аттила заставил византийского императора Феодосия Младшего выплачивать ежегодную дань в двойном размере (700 литр золотом, то есть 230 кг) и наложил другие тяжёлые условия сохранения мира. Мирный договор поддерживался на протяжении 7 лет, в течение которых гунны воевали с варварскими племенами за пределами Римской империи.
Одним из известных событий стал разгром гуннами одного из первых германских государств, Бургундского королевства на Рейне, в 437 году. По Идацию, погибло 20 тысяч бургундов, выжившим Западная Римская империя предоставила для поселения новые земли в Галлии на средней Роне (в области современной границы Франции и Швейцарии).

#### Аттила и Бледа. 434—444 годы

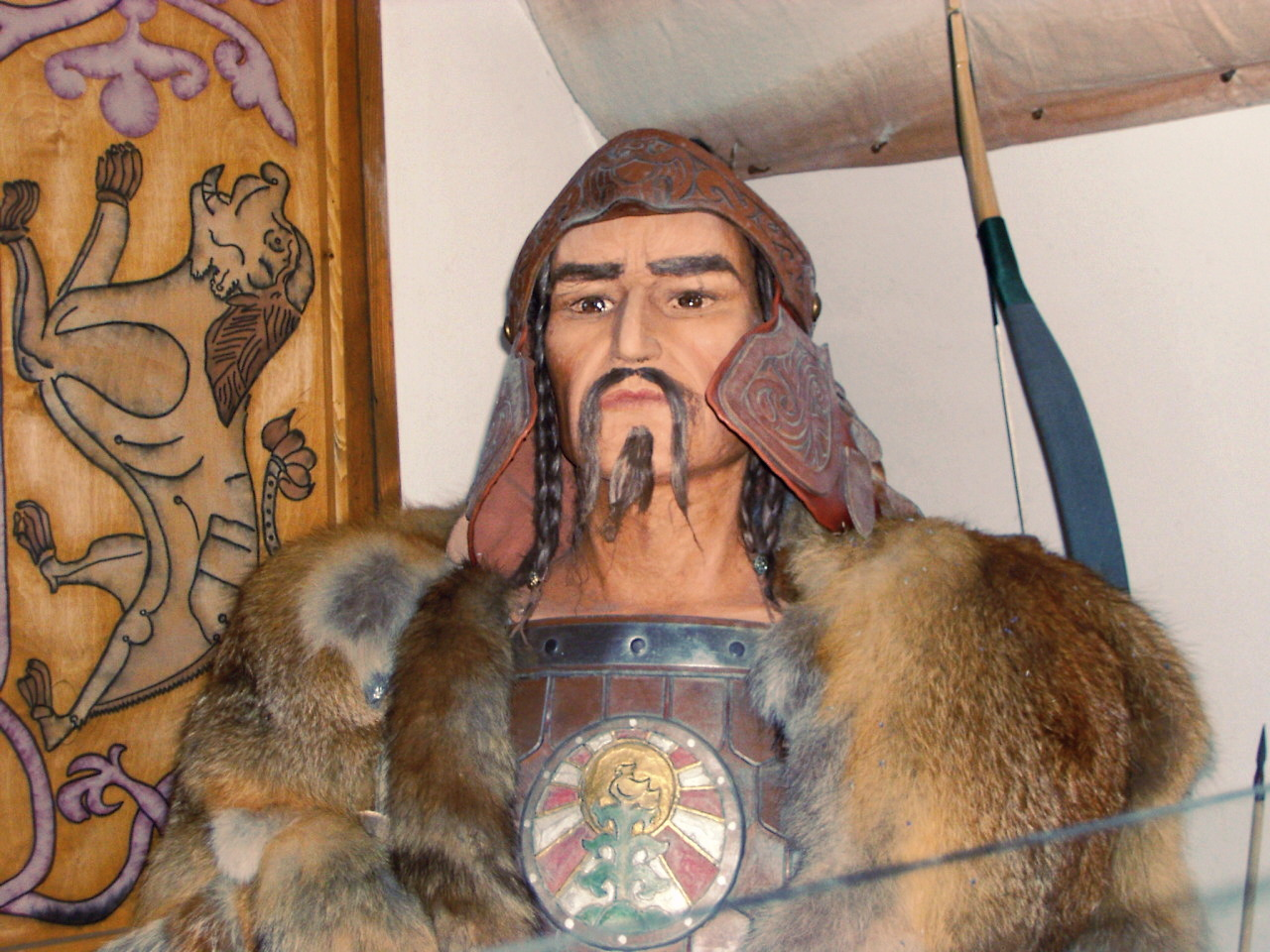
Восковая фигура Аттилы из венгерского музея

В хрониках имена Аттилы и Бледы обычно упоминались рядом в период их совместного правления. Не сохранилось свидетельств о том, как именно братья делили власть. Историк Д. Б. Бьюри предположил, что Бледа правил на востоке гуннских владений, в то время как Аттила воевал на западе. Об отношениях между братьями также нет сведений, за исключением их разногласий насчёт шута Зеркона, которого Бледа обожал, а Аттила терпеть не мог.
Когда гунны в 442 году разоряли Византийскую империю в Иллирике (в районе современной Сербии), их предводителями назывались оба брата, Бледа и Аттила.
В 444 году, по хронике современника событий Проспера Аквитанского, Аттила убил брата: «Аттила, царь гуннов, Бледу, брата своего и соратника по царству, убил и его народы вынудил себе повиноваться».
Более поздний хронист второй половины VI века Марцеллин Комит датирует гибель Бледы 445 годом, а «Галльская хроника 452 года» помещает это событие под 446 годом.
Наиболее подробный источник сведений об Аттиле историк Приск в изложении Иордана почти повторяет сведения Проспера: «После того, как был коварно умерщвлён брат его Бледа, повелевавший значительной частью гуннов, Аттила соединил под своей властью всё племя целиком». О гибели Бледы в результате коварства и обмана, при этом прямо не указывая на Аттилу как виновника смерти брата, свидетельствуют Марцеллин Комит и «Галльская хроника».
Подобным образом выражался Олимпиодор в рассказе о гибели гуннского вождя Доната около 412 года: «Донат, коварно обманутый клятвой, был преступно умерщвлён», но там виновниками смерти вождя являлись римляне или их союзники.
С 444 до своей смерти в 453 году Аттила единолично правил мощной империей гуннов, представлявшей собой конгломерат разнообразных варварских племён, живущих к северу от Дуная на обширных территориях от Причерноморья до Рейна.

### Война с Восточной Римской империей. 441—447 годы

#### Первый поход на Византию. 441—442 годы

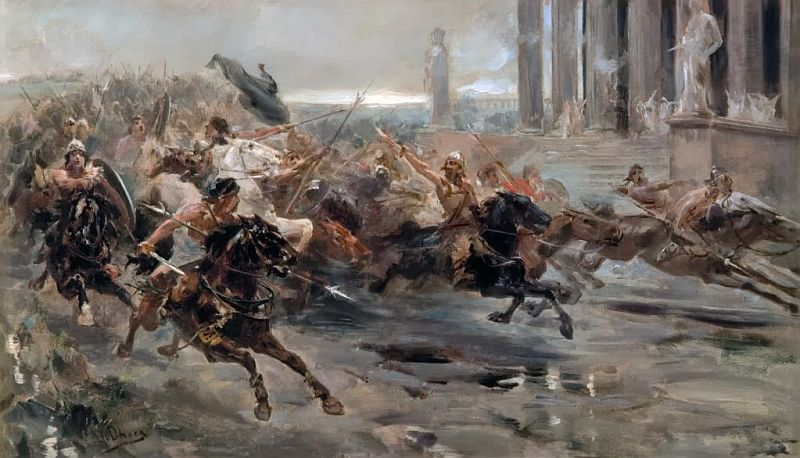
Гунны идут на Рим. Иллюстрация худ. Ульпиано Кеки

Первый поход Аттилы и Бледы на византийскую провинцию Иллирик (совр. Сербия) начался в 441 году, в крайне неудачный для восточных римлян момент, когда их армии были отвлечены на борьбу с персами и с королём вандалов Гейзерихом на Сицилии. Гейзерих высадился на острове в 440 году, и весной следующего года против него был отправлен экспедиционный корпус под началом византийского полководца из германцев Ареобинда. Ареобинд прибыл на Сицилию слишком поздно, когда вандалы уже покинули её. В том же 441 году на владения Византии в Малой Азии напали персы, впрочем, война с ними быстро завершилась миром и уступками со стороны командующего силами Византии на востоке Анатолии.
Согласно Приску, боевые действия начались с нападения гуннов на римлян на торговой ярмарке в районе современного Белграда. Предлогом для атаки стало похищение епископом города Марг гуннских сокровищ, вероятно, из царских гробниц. Марг был захвачен, пали близлежащие более крупные города на Дунае Сингидунум (современный Белград) и Виминаций (современный сербский Костолац). Гунны двинулись далее на восток вдоль Дуная к Ратиарии (современное болгарское село Арчар) и на юг вдоль долины Моравы к Наиссу (современный сербский Ниш).
Штурм и захват Наисса описаны Приском достаточно подробно, чтобы понять, как кочевники гунны, используя строительные навыки подвластных им народов, умели захватывать укреплённые города:

Так как жители не осмелились выйти для сражения, [гунны], чтобы облегчить переправу своих войск, построили мост через реку [Нишаву] с южной стороны ниже города по течению и подвели свои машины к опоясывающим город стенам. Сначала они подвели деревянные платформы на колёсах. На них стояли воины, которые расстреливали защитников на бастионах. Позади платформ стояли люди, которые толкали колёса своими ногами и двигали машины куда нужно, так что [лучники] могли успешно стрелять через экраны. Чтобы воины на платформе могли сражаться в безопасности, они были прикрыты экранами из плетёного ивняка с наброшенными поверх шкурами и кожами для защиты от метательных снарядов и зажигательных дротиков […] Когда множество машин было подведено к стенам, защитники оставили бастионы из-за ливня метательных снарядов. Затем подвели так называемые тараны […] Защитники со стен сбрасывали огромные валуны […] Некоторые из машин были раздавлены вместе с обслугой, но защитники не могли выстоять против их большого количества […] Варвары ворвались через часть стены, пробитой ударами таранов, а также посредством составных лестниц.

Эдвард Томпсон предположил вымысел Приска в описании осады Наисса, так как литературный стиль текста сильно напоминал описание Фукидидом осады Платеи около 430 до н. э. Однако другие историки не согласились с мнением Томпсона, указывая на то, что подражание классическим образцам литературы нередко встречалось среди грекоязычных писателей.
Когда Приск в составе византийского посольства проезжал в 448 году через Наисс, он нашёл его «безлюдным и разрушенным неприятелями… по берегу реки всё было покрыто костями убитых в сражении».
В 442 году военные действия, по-видимому, закончились. После того, как в 442 году император Феодосий заключил мир с вандалами, армия Ареобинда была переброшена из Сицилии во Фракию, где боевые действия завершились. Оборону Фракии, прикрывая столицу Константинополь, координировал командующий византийскими войсками Аспар.
Согласно Приску, гуннами была захвачена обширная территория в районе современной Сербии на пять дней пути к югу от Дуная.

#### Второй поход на Византию. 447 год

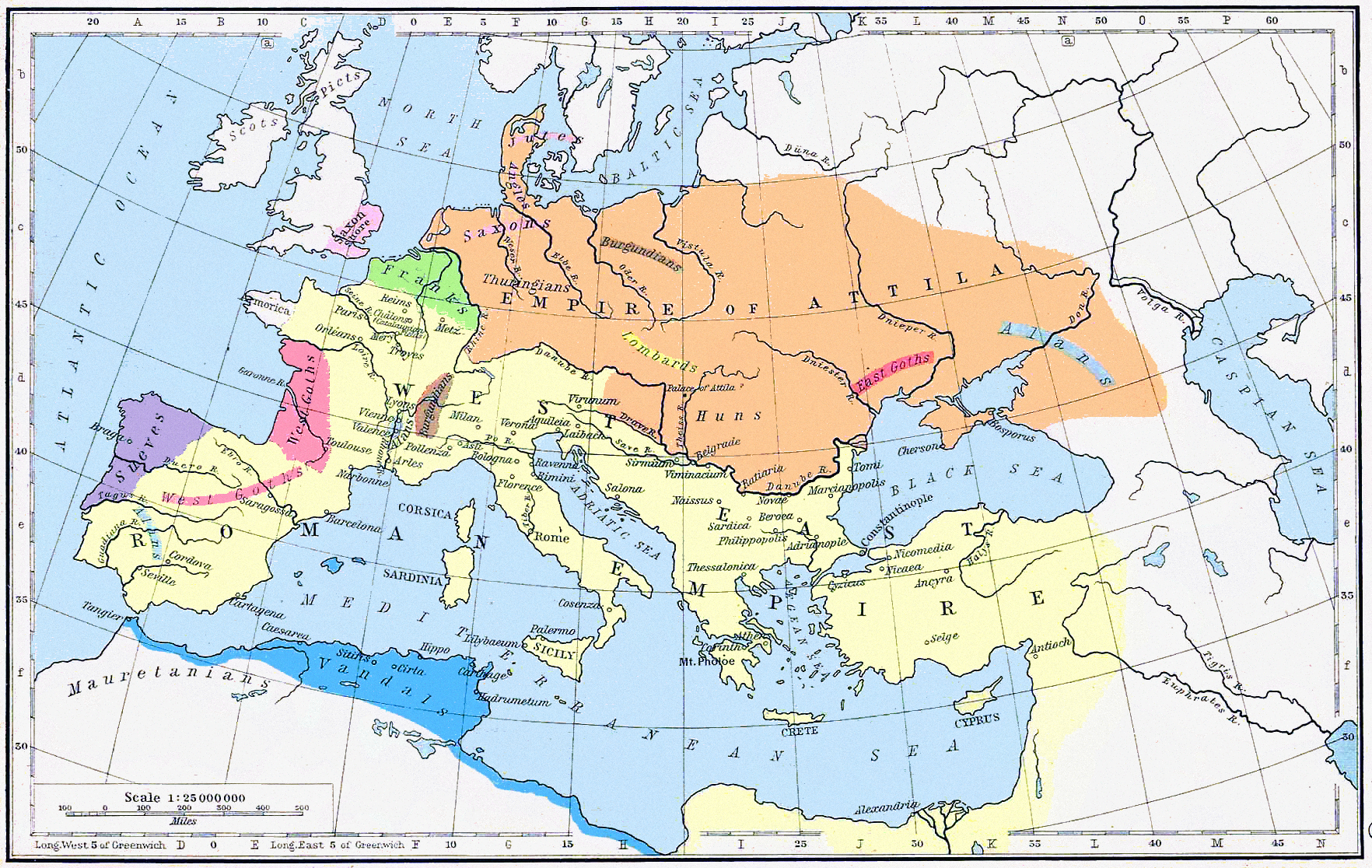
Империя гуннов

В период между первым и вторым походами на Византию скончался Бледа, и Аттила сосредоточил в руках всю военную силу гуннов. В этот период произошла война гуннов с акацирами, кочевниками из Северного Причерноморья, о которой стало известно по упоминанию в разговоре между Приском и неким греком, бывшим пленником Онегесия, соратника Аттилы.
Хронология походов на Византию, в какой поход какие города были захвачены, когда был заключён мирный договор (известный по фрагменту Приска), все эти события реконструируются разными исследователями по-разному.
Наиболее подробно походы Аттилы на Византию восстанавливал историк О. Д. Менхен-Хельфен в своей работе «Мир гуннов». После завершения 1-го похода Аттила в качестве единственного вождя гуннов потребовал от Византии оговорённую дань и выдачу перебежчиков. Император Феодосий Младший на совете решил скорее вступить в войну, чем выполнить унизительные требования гуннов. Тогда Аттила захватил Ратиарию, откуда в конце 446 или начале 447 года атаковал балканские владения Византии. Марцеллин Комит в своей хронике под 447 годом оставил такую запись: «В страшной войне, намного более тяжёлой, чем первая [в 441—442 гг.], Аттила почти всю Европу стёр в пыль».
В последовавшем сражении на реке Утус к востоку от Ратиарии византийские войска под командованием военного магистра Фракии Арнегискла были разгромлены, сам Арнегискл погиб в сражении.
Гунны беспрепятственно прошли далее на восток по равнине между Дунаем и Балканским хребтом до Маркианополя, захватили этот город и повернули на юг, захватив Филиппополь и Аркадиополь. О масштабах вторжения можно судить по словам современника Каллиника, который сообщил о захвате гуннами более 100 городов и полном опустошении Фракии. Приск подробно остановился на борьбе жителей небольшой крепости Асимунт на границе Иллирика с Фракией, которые единственные (по сохранившимся свидетельствам) сумели дать достойный отпор гуннам.
Опасность почувствовали даже в Константинополе, который был частично разрушен сильнейшим землетрясением 27 января 447 года. Из источников неясно, были ли полностью восстановлены стены города (к маю 447) к моменту подхода к нему гуннов. Из города бежали многие жители, сам император Феодосий готов был к бегству. Несторий в агиографической работе «Bazaar of Heracleides» рассказывает о чудесном спасении города с помощью воздвижения крестов, увидев которые, гунны в беспорядке отступили.
Отряды гуннов вышли к Мраморному морю и подходили к Греции, отметившись под Фермопилами. На полуострове Херсонесе Фракийском произошло ещё одно сражение с гуннами, после которого был заключён тяжёлый для Византии мир.

#### Мир с Византией. 448—450 годы
Условия мира Византии с гуннами подробно изложены в сохранившемся фрагменте Приска:

Выдать гуннам перебежчиков и шесть тысяч литр золота [ок. 2 тонн], в жалованье за прошедшее время; платить ежегодно определённую дань в две тысячи сто литр золота; за каждого римского военнопленного, бежавшего [от гуннов] и перешедшего в свою землю без выкупа, платить двенадцать золотых монет; если принимающие его не будут платить этой цены, то обязаны выдать гуннам беглеца. Римлянам не принимать к себе никакого варвара, прибегающего к ним.

Если в эдикте императора Феодосия от 29 ноября 444 года (после 1-го похода гуннов) было сказано о снижении налоговых требований к земельным поместьям, то теперь все льготы были отменены. Деньги взимались побоями, состоятельные граждане распродавали личное имущество и украшения жён. Согласно Приску: «Такое бедствие постигло римлян [жителей Византии] после этой войны, что многие из них уморили себя голодом, или прекратили жизнь, надев петлю на шею».

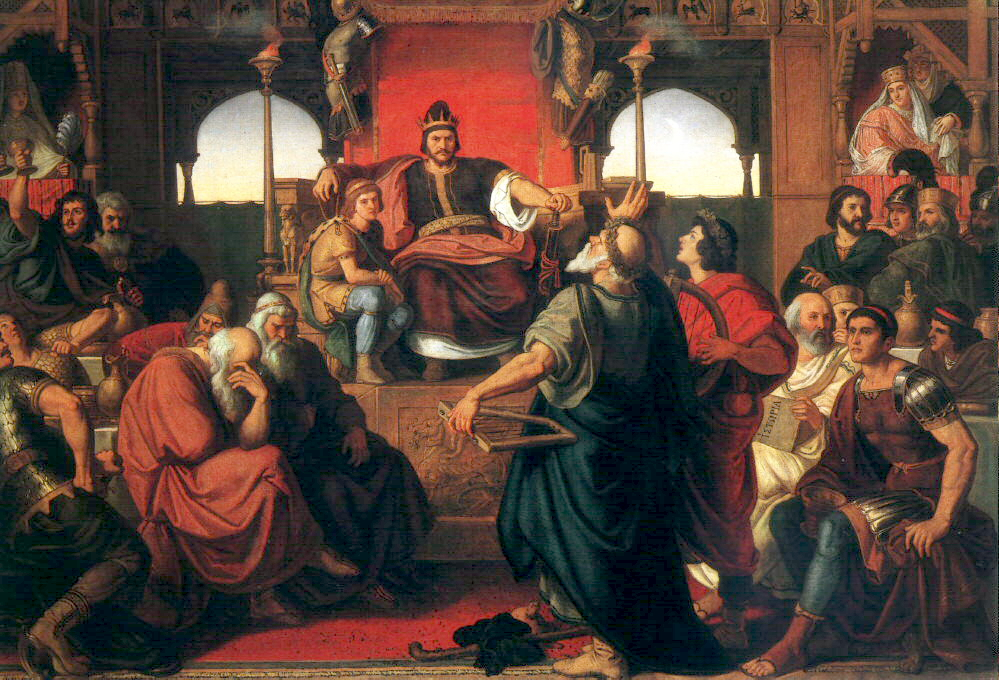
Пир Аттилы. Справа изображён византийский дипломат и историк Приск. Худ. Мор Тан (1870) по мемуарам Приска

Византия выплатила тяжёлую дань, и в 448 году у Аттилы остались только следующие требования к побеждённой империи — выдача беглецов с гуннских земель и прекращение сельскохозяйственной деятельности на завоёванных им территориях, которые простирались от Дуная до Наисса и Сердики (современная София). В ходе переговоров в составе византийского посольства в 448 году ставку Аттилы где-то на территории современной Венгрии посетил историк Приск, ставший основным источником сведений для последующих авторов о деяниях гуннов и жизни Аттилы.
Приск рассказал о неудавшейся попытке убить Аттилу через подкуп гунна Эдекона, доверенного военачальника у Аттилы. Эдекон выдал заговор, однако Аттила пощадил ответственного за исполнение переводчика византийского посольства Вигилу, взяв с него в качестве искупления большой выкуп.
В 448 году Аттила поставил старшего сына Эллака вождём над племенами акациров в Причерноморье.
В 449 году византийским послам Анатолию и Ному удалось добиться от Аттилы обещания вернуть империи придунайские земли и урегулировать вопрос с выдачей беглецов от гуннов. По словам Приска, были «прекращены несогласия с Аттилою».
В июле 450 года в результате падения с лошади скончался император Феодосий. 25 августа сестра императора Пульхерия возвела на престол Византии нового императора, военачальника Маркиана, который отказался выплачивать прежнюю дань гуннам:

Восточный император объявил, что он не обязан платить назначенной Феодосием дани; что если Аттила будет оставаться в покое, то он пришлёт ему дары, но если будет грозить войною, то он выведет силу, которая не уступит его силе.

В то же время обостряются отношения Аттилы с Западной Римской империей, поводом для чего послужило призвание Аттилы Гонорией, сестрой римского императора Валентиниана. Легенда о том, как Гонория обратилась к вождю гуннов с просьбой о помощи, изложена в статье Юста Грата Гонория.
Отсутствие точных сведений древние хронисты заменяли легендами, которые обычно рождались в Константинополе. Так, хронист VI века Иоанн Малала сообщил, что Аттила через послов приказал Маркиану и Валентиниану держать для него готовыми их дворцы.
Ранней весной 451 года гунны и другие подвластные Аттиле племена вторглись в Галлию.

### Война с Западной Римской империей. 451—454 годы

#### Поход в Галлию. 451 год

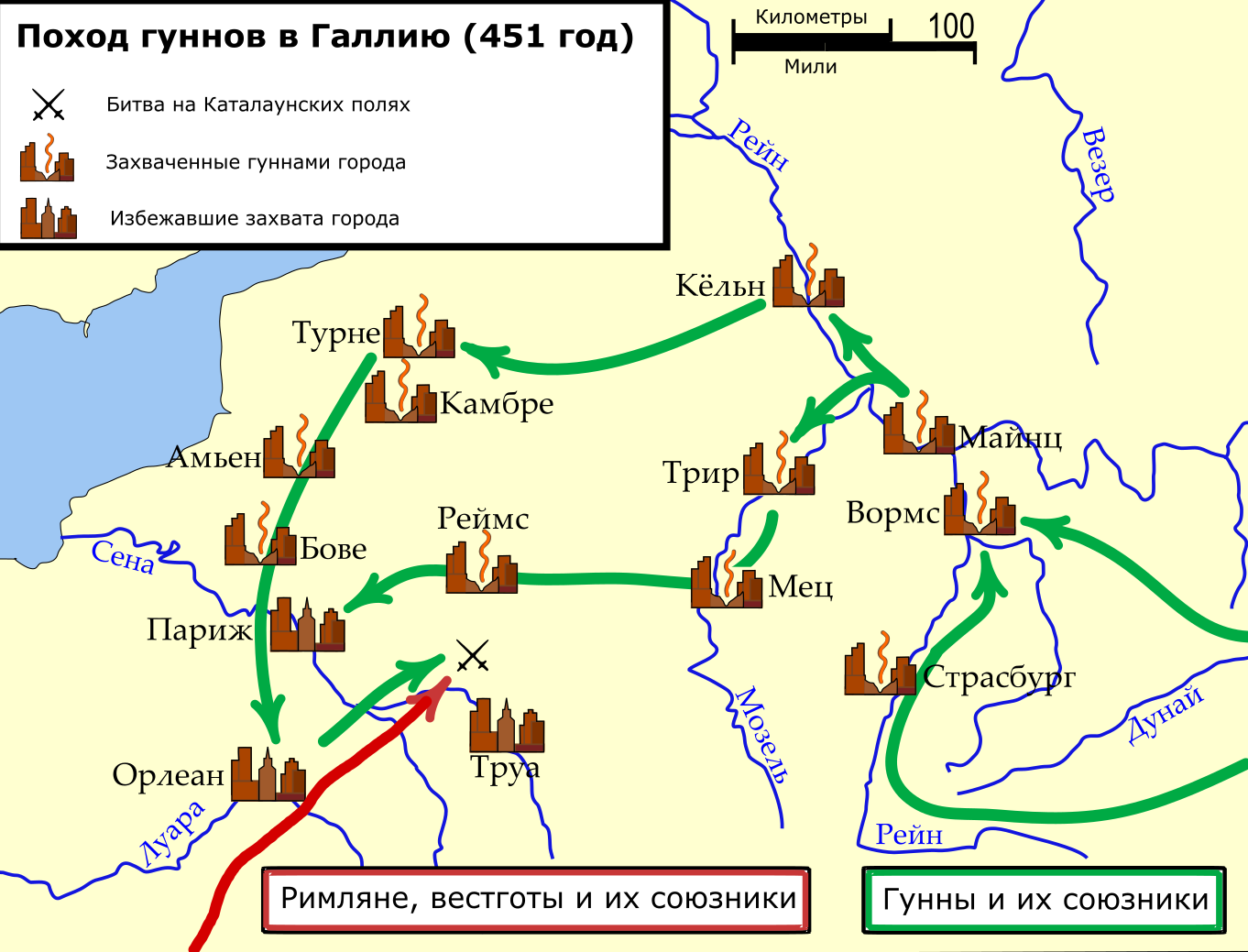
Поход гуннов в Галлию (451 год)

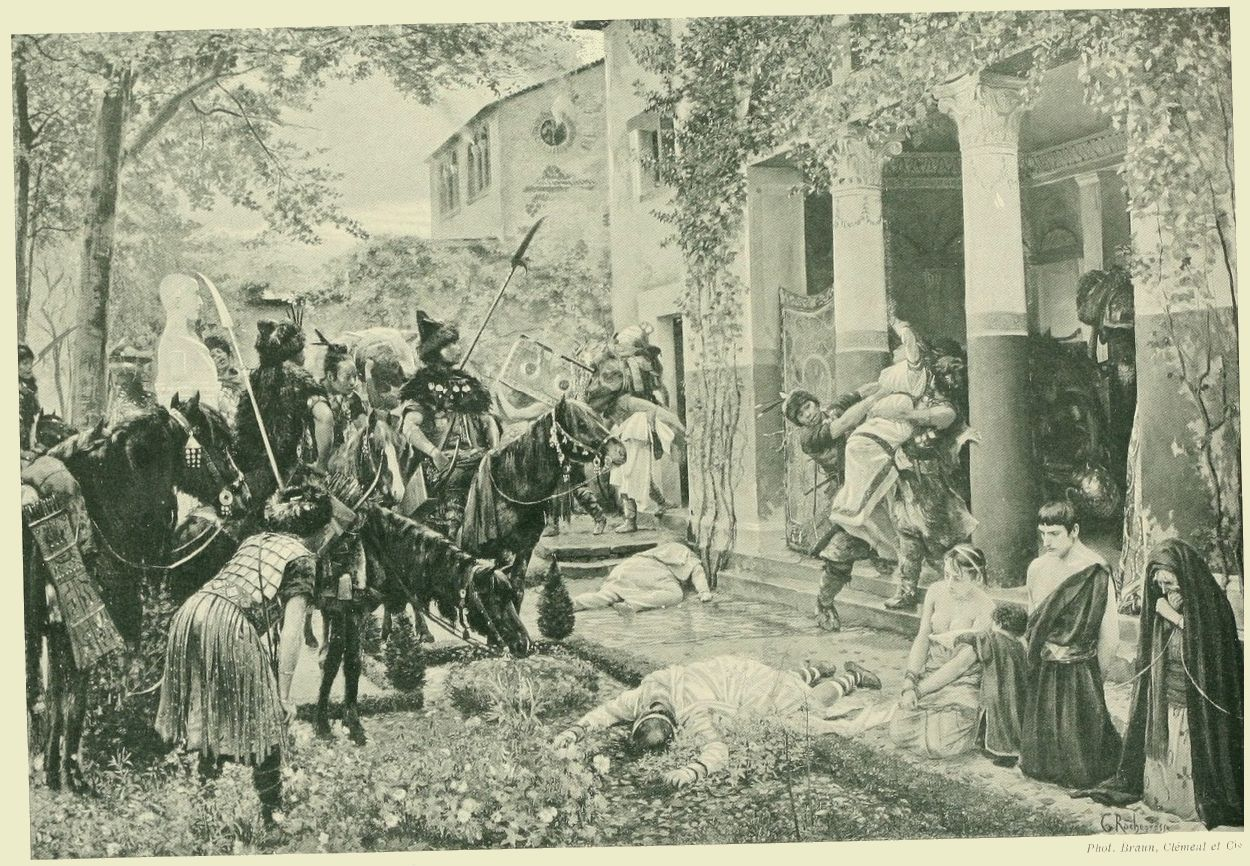
Гунны разоряют римскую виллу в Галлии.
Иллюстрация худ. G. Rochegrosse (1910 г.)

Ход вторжения не нашёл отражения в записях хронистов и восстанавливается по агиографическим источникам: житиям католических святых, проявивших себя в 451 году.
7 апреля 451 года гуннами захвачен и разрушен Мец, пали также города Трир, Кёльн, Реймс, Тонгер, Труа. Аттила подошёл к Орлеану в центре Галлии и, возможно, осаждал его. Если бы он взял город, то смог бы пересечь Луару по мостам, проникнув во владения Тулузского королевства везеготов на западе Галлии. 14 июня в критический момент, когда, согласно житию святого Анниана, стены города были уже пробиты таранами, на помощь Орлеану подошли соединённые армии римского полководца Аэция и короля вестготов Теодориха.
Аттила отошёл на Каталаунские поля (более 200 км к востоку от Орлеана), перейдя на правый берег Сены, вероятно, в городе Труа. К северу от Труа, на обширной равнине в современной провинции Шампань состоялось генеральное сражение, точное место которого и дата остались неизвестны. Историки предполагают день сражения в диапазоне от конца июня до начала июля 451 года. В результате грандиозной бойни обе стороны понесли тяжёлые потери, погиб король Теодорих I. По-видимому, войско Аттилы потерпело более существенный урон, так как на следующий день он заперся в укреплённом лагере, окружив себя со всех сторон повозками. Инициатива перешла в руки готско-римской коалиции; тем не менее, вновь избранный королём вестготов Торисмунд первым увёл свою армию с поля боя в Тулузу, чтобы обезопасить свою власть от братьев.
Затем с поля битвы беспрепятственно удалился никем не преследуемый Аттила. Он вывел уцелевшие войска за Дунай, откуда в следующем 452 году напал теперь уже на север Италии.

#### Поход в Италию. 452 год

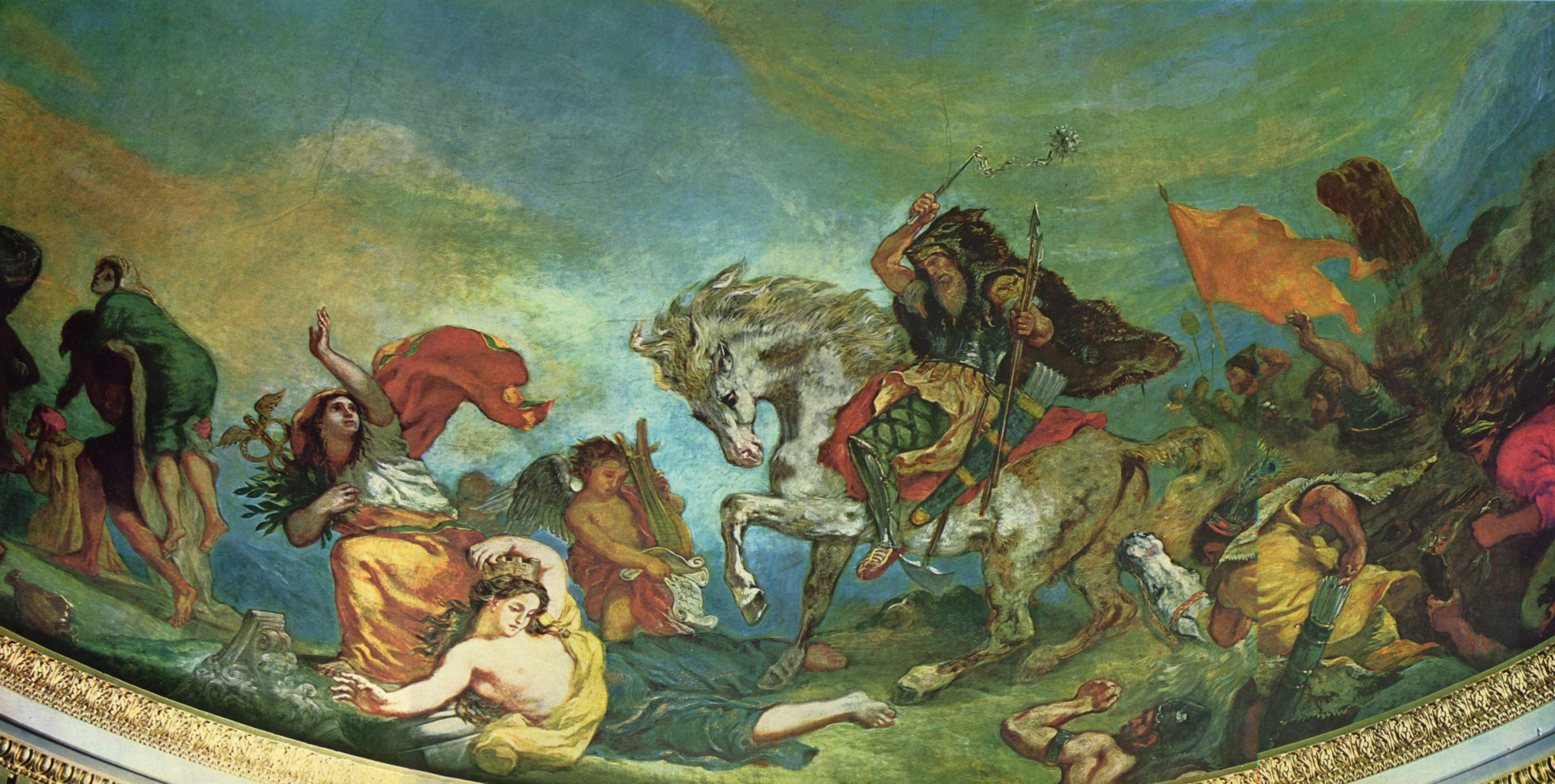
Аттила атакует символические образы Италии и муз. Фреска Делакруа, ок. 1840 г.

Летом 452 года Аттила атаковал Италию со стороны Паннонии через широкий равнинный проход в Альпах. Первой под удар попала Аквилея в провинции Венетия, крупнейший в то время город на Адриатическом побережье. Согласно Иордану, «после долгой и усиленной осады Аттила почти ничего не смог там сделать; внутри города сопротивлялись ему сильнейшие римские воины, а его собственное войско уже роптало и стремилось уйти».
Однако Аттила настоял на продолжении осады, и во время штурма с использованием метательных и осадных машин город пал. Хотя Иордан заявляет об исчезновении Аквилеи («разоряют всё с такой жестокостью, что, как кажется, не оставляют от города никаких следов»), на самом деле вскоре город был восстановлен, но угас естественным образом в следующем веке после нашествия лангобардов, так как большинство жителей предпочли перебраться в новый, гораздо лучше защищённый морем город, получивший название Венеция. В 458 году епископ Аквилеи обсуждал вопрос с папой Львом о мужчинах, возвратившихся из гуннского плена и заставших своих жён замужем за другими.
Захвачены были и остальные города Венетии, после чего Аттила двинулся на запад северной Италии. Вероятно, командующий римскими войсками Аэций решил организовать оборону по реке По, отказавшись от защиты городов на её левом (северном) берегу. Точно такая же тактика принесла успех римлянам более 550 лет назад во времена вторжения кимвров, когда в 102 до н. э. были отданы варварам на разорение земли к северу от По, в результате чего удалось выиграть время для переброски сильной армии из Галлии. Подобным образом происходил и поход готов Алариха на север Италии в 401 году, когда готы также захватили Аквилею и прошли к западным Альпам, но командующий римскими войсками Стилихон не допустил их в Италию южнее реки По и затем нанёс поражение.

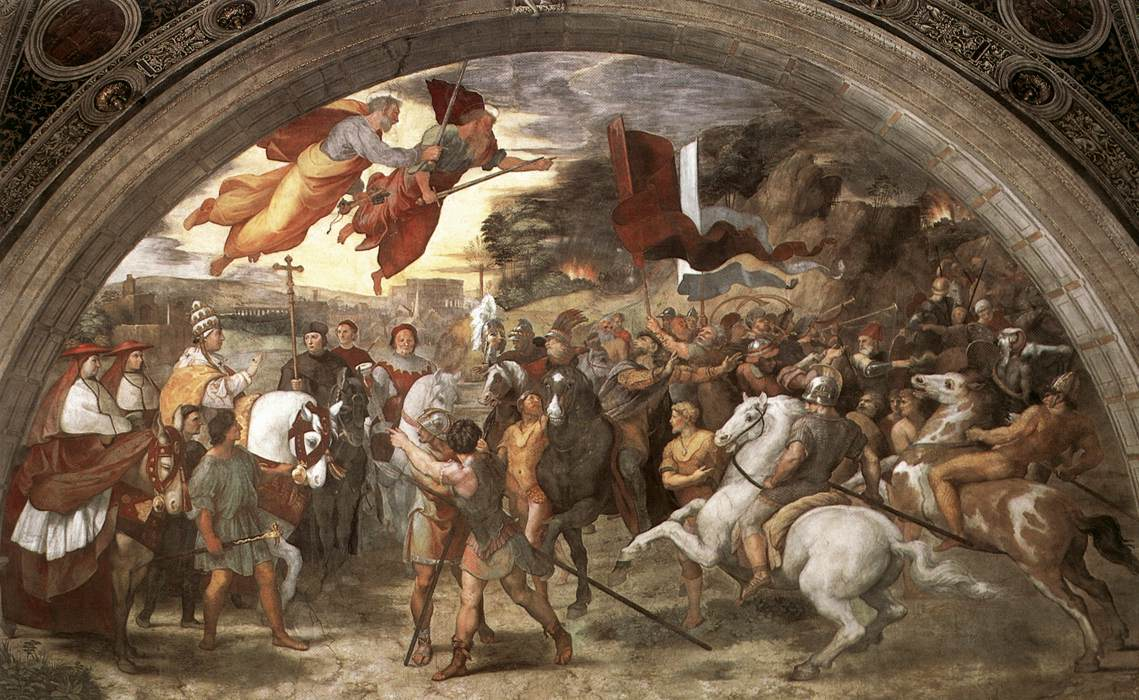
Встреча папы Льва с Аттилой. Фреска Рафаэля в Ватикане (1514 г.)

Гунны захватили Медиоланум (современный Милан) и Тицинум (современная Павия). В Медиолануме Аттила занял императорский дворец (город был столицей Римской империи в начале V века). По сообщению Суды, Аттила увидел картину, изображающую римских императоров на троне с распростёртыми у их ног мёртвыми скифами. Тогда он приказал разыскать художника и заставил его нарисовать себя на троне, а римских императоров высыпающими золото из мешков к его ногам. Большинство жителей бежало из Медиоланума, их дома были разграблены или сожжены, а церкви разрушены.
Секретарь римского папы Проспер записал в своей хронике, что папа Лев в сопровождении знатных римлян Авиена и Тригетия встретился с вождем гуннов и уговорил его уйти за Дунай. По версии Приска Аттилу, кроме папы Льва, отговорили идти на Рим советники, опасаясь скорой кончины вождя (что действительно произошло, хотя и без захвата Рима) после захвата столицы мира подобно тому, как умер Аларих после захвата Рима.
Однако другие источники освещают уход Аттилы по-другому. Из письма к папе Симмаху в 512 году стала известна цель миссии папы Льва к Аттиле. Папа Лев вёл переговоры об освобождении римских пленников (возможно, обсуждая размер выкупа), включая язычников. Убедительные причины ухода Аттилы из Италии изложены в хронике современника событий Идация:

Дополнительные войска, посланные императором Маркианом, под командованием Аэция вырезали их [гуннов] на собственных стоянках. Также они были истреблены посланной с неба чумой.

Историки разошлись во мнениях о личности Аэция, упомянутого в хронике. В то время, как Томпсон полагал его за византийского тёзку Флавия Аэция и относил поход за Дунай в глубокие тылы гуннов, Менхен-Хельфен не сомневается в том, что это и был Флавий Аэций, а византийская армия переправилась морем в Италию, где и стала наносить удары. Историки сходятся в одном, что чума среди гуннов явилась гораздо более решающим фактором их ухода из Италии, чем уговоры римского папы.

#### Набег в Галлию. 453 год
После возвращения из похода на Италию Аттила вновь стал угрожать Византии, требуя дань, оговорённую с покойным императором Феодосием. Император Маркиан пробует договориться с вождём гуннов, посылает подарки, однако Аттила отказывается от них. По мнению Иордана, угрозы в сторону Византии были лишь хитрым прикрытием действительных планов Аттилы: «Поступая таким образом, он, лукавый и хитрый, в одну сторону грозил, в другую — направлял оружие».
Аттила совершил стремительный рейд на аланов, поселившихся на Луаре в центре Галлии. Однако король везеготов Торисмунд успел прийти к ним на помощь, и в сражении Аттила если и не был разгромлен, то вынужден был отступить к себе в Паннонию и Дакию. Кроме короткого сообщения Иордана, нет других источников по этой последней битве Аттилы.
Смерть Аттилы, последовавшая в 453 году, устранила постоянную угрозу границам Римской империи.

### Смерть Аттилы и распад его империи
Причиной смерти Аттилы считается носовое кровотечение. Иордан, пересказывая Приска, единственный описал смерть Аттилы и его похороны:

Он взял себе в супруги — после бесчисленных жён, как это в обычае у того народа, — девушку замечательной красоты по имени Ильдико. Ослабевший на свадьбе от великого ею наслаждения и отяжелённый вином и сном, он лежал, плавая в крови, которая обыкновенно шла у него из ноздрей, но теперь была задержана в своём обычном ходе и, изливаясь по смертоносному пути через горло, задушила его. […]
Среди степей в шёлковом шатре поместили труп его, и это представляло поразительное и торжественное зрелище. Отборнейшие всадники всего гуннского племени объезжали кругом, наподобие цирковых ристаний, то место, где был он положен; при этом они в погребальных песнопениях так поминали его подвиги […]
После того как был он оплакан такими стенаниями, они справляют на его кургане «страву» (так называют это они сами), сопровождая её громадным пиршеством. Сочетая противоположные [чувства], выражают они похоронную скорбь, смешанную с ликованием.
Ночью тайно труп предают земле, накрепко заключив его в [три] гроба — первый из золота, второй из серебра, третий из крепкого железа. […] Для того же, чтобы предотвратить человеческое любопытство перед столь великими богатствами, они убили всех, кому поручено было это дело.

Историки считают, что Ильдико — германское имя. Марцеллин передал слух, что «разрушитель Европы» Аттила был заколот во сне неназванной женой. Эта легенда нашла отражение в скандинавском эпосе в «Старшей Эдде»: сестра бургундского короля Гудрун убила своего пьяного мужа, короля гуннов Атли (Аттилу).
Многочисленные сыновья Аттилы бросились делить империю отца, но подвластные ему ранее варварские вожди не пожелали подчиняться новым правителям. Король гепидов Ардарих, возглавляя восстание ряда германских племён, в 454 году в битве на Недао (современная Недава — река в Паннонии, приток Савы) разбил гуннов, убив в сражении старшего сына Аттилы Эллака. Рассеянные после поражения гуннские племена заняли разные места. Младший сын Аттилы Эрнак поселился с частью племени в Добрудже, других гуннов более сильные племена оттеснили на восток за Дунай на территорию Византии, где они потом воевали с готами.
Последние известия о гуннах Аттилы датируются 469 годом, когда по хронике Марцеллина «голова Денгизириха [Denzicis], сына Аттилы, короля гуннов, была доставлена в Константинополь». Остатки гуннских племён смешались с другими кочевыми племенами, а этноним «гунны» прочно вошёл в лексикон авторов VI века для обозначения варварских кочевых орд, накатывающих волнами в Западную Европу с северного побережья Чёрного моря.

## Личность Аттилы

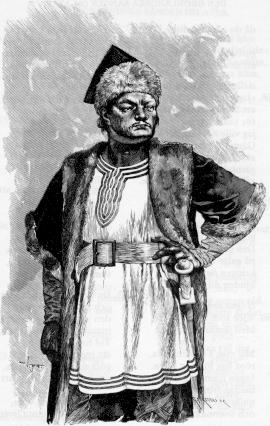
Аттила (Атли). Иллюстрация к изданию «Старшей Эдды» (1893 г.)

Иордан через сто лет после смерти Аттилы передал описание его внешности и характера:

Он был горделив поступью, метал взоры туда и сюда и самими телодвижениями обнаруживал высоко вознесённое своё могущество. Любитель войны, сам он был умерен на руку, очень силён здравомыслием, доступен просящим и милостив к тем, кому однажды доверился. По внешнему виду низкорослый, с широкой грудью, с крупной головой и маленькими глазами, с редкой бородой, тронутый сединою, с приплюснутым носом, с отвратительным цветом [кожи], он являл все признаки своего происхождения.

Приск во время посольства к гуннам в 448 году пристально следил за поведением Аттилы. В зарисовках Приска вождь многих народов отличался от своих военачальников неприхотливостью, носил простую одежду, не украшал оружие золотом, на пиру ел из деревянной тарелки, в то время как гостям подносили блюда на серебряных. В изложении Приска Аттила на пиру ведёт себя как германский средневековый король, ничем не напоминая вождя кочевников с Востока.
Нашествие Аттилы в Галлию в 451 году и его встреча с папой римским Львом в 452 году оставили богатый след в католической житийной литературе. В средневековых сочинениях Аттилу стали называть Бич Божий (flagellum Dei) или Гнев Божий, отражая латинскую церковную традицию рассматривать вождя гуннов как коллективное наказание, посланное народам за недостаточно усердное служение Богу. В начале VII века Исидор сформулировал устоявшиеся воззрения на гуннов Аттилы:

Они были гневом Господним. Так часто, как его возмущение вырастает против верующих, он наказывает их Гуннами, чтобы, очистившись в страданиях, верующие отвергли соблазны мира и его грехи и вошли в небесное королевство.

В более позднее время Аттилу стали рассматривать как символ дикого варварства, несущего одни только разрушения для западной цивилизации.
В отличие от церковной традиции, Аттила в германском эпосе практически не отличается от германских королей и характеризуется как добродетельный славный правитель, гостеприимный и справедливый с вассалами. Такой образ развивается в скандинавских песнях «Старшей Эдды» и героическом сказании «Песнь о Нибелунгах».
Около 1200 года в венгерском королевстве писец придворной канцелярии, за которым укрепилось наименование Анонима, написал Gesta Hungarorum («Деяния венгров»). Аноним, по его же словам, решил рассказать в своём скорее литературном, чем историческом, сочинении о «происхождении мадьярских королей и дворян», поскольку об их предках во времена Анонима можно было узнать только из «лживых мужицких сказок» и «болтливых былин». Таким образом автор в отсутствие источников сочинил героическую историю венгерского дворянства, в которой он сделал Аттилу родоначальником венгерских королей. Последователь Анонима Шимон Кезаи развил образ Аттилы в своей «Истории венгров», написанной ок. 1283 года, и до настоящего времени имя Аттила является популярным в Венгрии.
Профессор археологии Лотте Хедеагер приводит аргументы в пользу того, что образ Одина в скандинавских сагах, в частности в «Саге об Инглингах», сложился в результате слияния образов божества древних германцев Вотана и Аттилы под воздействием экспансии гуннов. Об этом может говорить ряд совпадений в мифологической биографии Одина и Аттилы, путь завоеваний в эпосе, похожий на перемещения гуннов в IV—VI веках, значительная роль провидцев и шаманов у гуннов с функциями, аналогичными действиям Одина, а также эволюция изображений верховного божества на археологических находках того времени.

## Образ Аттилы в искусстве

### Нумизматика

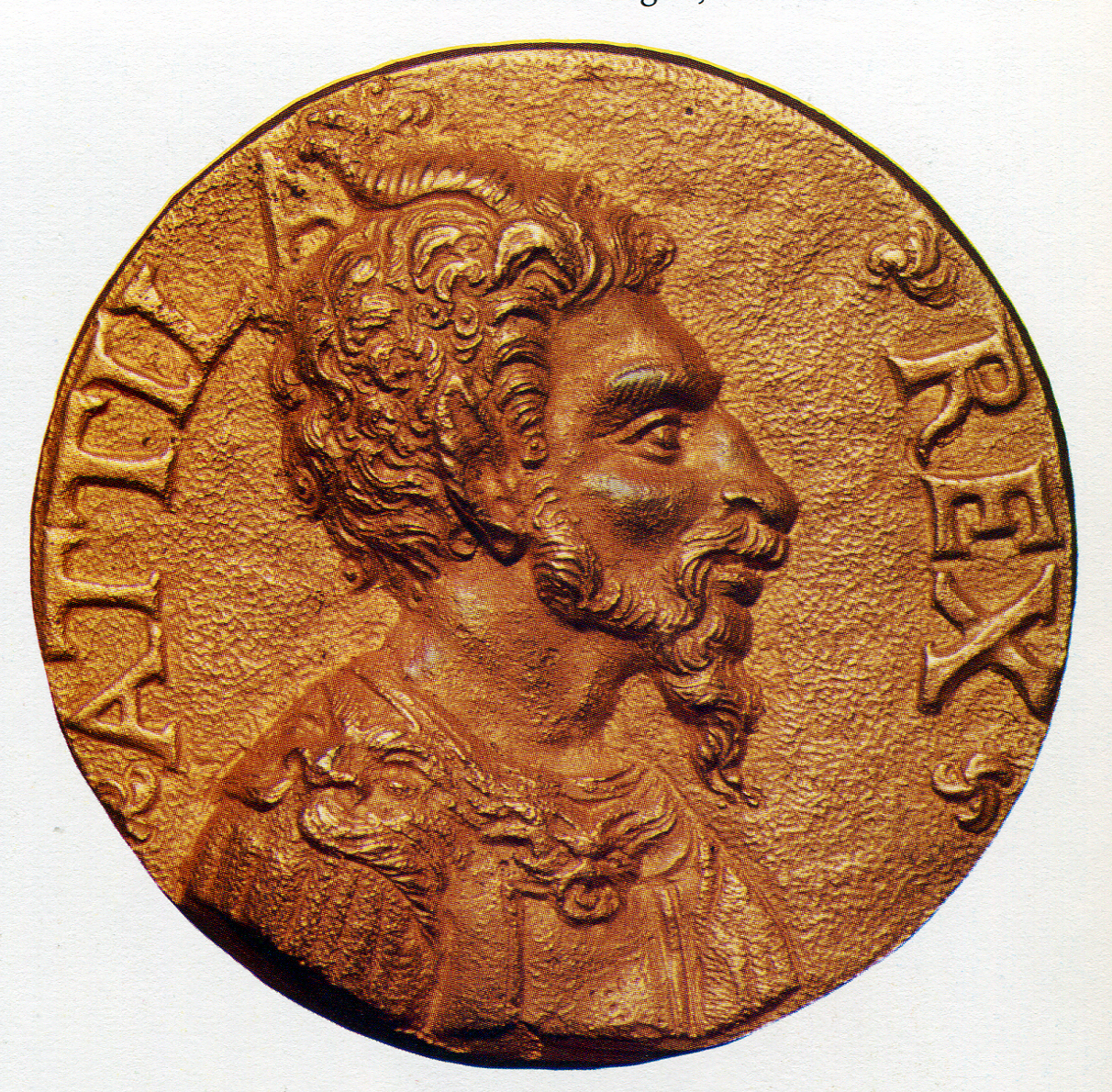
Аттила (медаль)

В 2009 году Нацбанк Казахстана выпустил памятную серебряную монету «Аттила» в серии «Великие полководцы» номиналом 100 тенге и тиражом 13 тысяч штук. Монета «Аттила» изготовлена из серебра 925-й пробы, масса 31,1 грамма, диаметр 38,61 мм.
На лицевой стороне (аверсе) монеты «Аттила» изображен скачущий на коне воин, в центральной части оборотной стороны (реверса) расположено позолоченное изображение старинного медальона с изображением Аттилы. В нижнем секторе изображены три скачущих на коне воина, в верхнем секторе по окружности расположена надпись «ATTILA THE HUN» на английском языке и числа «406—453», обозначающие годы жизни полководца. Монета получила диплом в номинации «Монета года» на международном конкурсе «Монетное созвездие-2010» в Санкт-Петербурге, на котором были представлены 209 монет из 24 стран мира.

### Предания
Аттила, выведенный под именем Этцель — один из главных героев германского эпоса, «Песни о Нибелунгах». В «Старшей Эдде» он — Атли, брат Брюнхильды и муж Гудрун.

### Музыка
- «Аттила» (1846) — опера итальянского композитора Джузеппе Верди.
- «Attila» (2004) — песня из альбома «The Glorious Burden» американской хэви-метал группы Iced Earth
- «Аттила» (2007) — песня из альбома «Жатва» Дмитрия Ревякина
- «Аттила» (2011) — песня из альбома «Феникс» российской хэви-метал группы «Ария»[79].
- «Attila» (2011) — дебютный альбом казахской этнической хэви-метал группы «Алдаспан»[80].
- «Attila» (с 2005 — н.в.) — дэткор-группа из Атланты[81].

### Фильмы

#### Художественные
- «Нибелунги: Месть Кримхильды» / «Die Nibelungen: Kriemhilds Rache» (Ве́ймарская республика; 1924) режиссёр Фриц Ланг, в роли Короля Аттилы — Рудольф Кляйн-Рогге.
- «Аттила» (Италия-Франция, 1954). В роли Аттилы — Энтони Куинн
- «Знак язычника» (США, 1954). В роли Аттилы — Джек Пэланс
- «Нибелунги: Месть Кримхильды» / «Die Nibelungen, Teil 2 — Kriemhilds Rache» (ФРГ, Югославия; 1967) режиссёр Харальд Райнль, в роли Короля Аттилы — Херберт Лом.
- «Техника и ритуал[итал.]» (Италия, 1972). Режиссёр — Миклош Янчо. В роли Аттилы — Йожеф Мадараш[82].
- «Аттила-завоеватель» (2001) — мини-сериал, в роли Аттилы — Джерард Батлер.
- Аттила (оживший экспонат Музея естественной истории Нью-Йорка) также является одним из героев фильмов «Ночь в музее», «Ночь в музее 2» и «Ночь в музее 3». Его роль исполнил Патрик Галлахер.

#### Документальные
- Тайны древности. Варвары. Часть 3. Гунны (США; 2003).
- Аттиле посвящён 45-минутный фильм BBC в цикле «[англ.]». Роль Аттилы исполнил актёр Рори Макканн.
- Во второй серии второго сезона передачи «Непобедимый воин» сравнивают оружие и тактику Аттилы и Александра Македонского.

### Мультфильмы
- Аттила в виде зомби появляется в мультсериале «Маска» (The Mask: The Animated Series[англ.], 1995) в 13-й серии первого сезона (All Hallow’s Eve). По сюжету серии выясняется, что Маска Локи когда-то принадлежала Аттиле.
- В 3-й серии 2 сезона мультсериала «Уолтер Мелон» главный герой заменяет Аттилу.

### Игры
- Аттила появляется в дополнении к компьютерной игре Age of Empires II, The Conquerors, где есть посвящённая ему кампания, а также в переизданиях игры, Age of Empires II HD и Age of Empires II: Definitive Edition.
- Аттила появляется и в игре Sid Meier’s Civilization V, как один из доступных лидеров.
- Аттила является центральным персонажем в игре Total War: Attila. До его рождения фракцию гуннов невозможно уничтожить, а для её разгрома необходимо дважды одержать победу над самим Аттилой.